# 어린이 식사

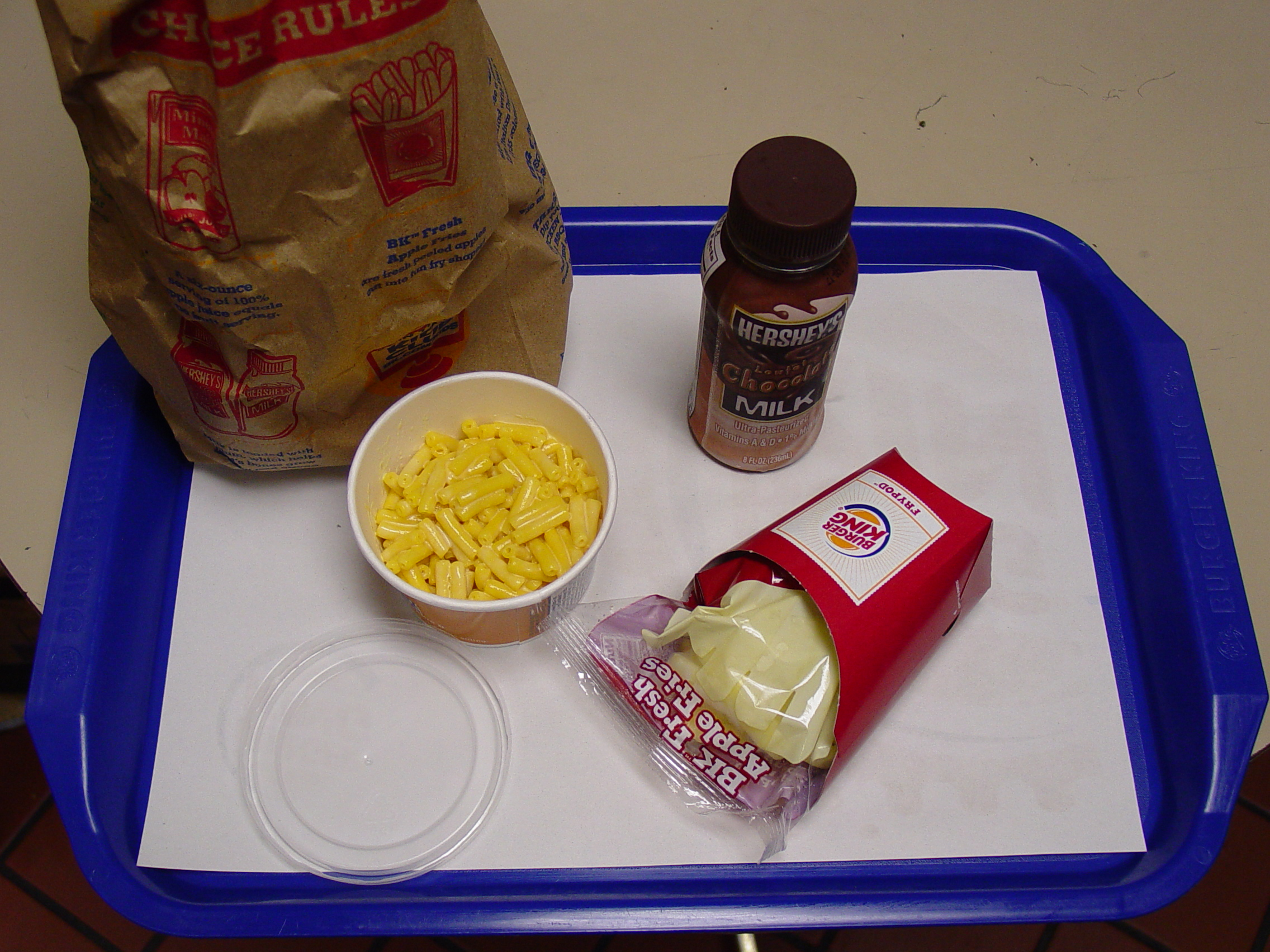
버거킹에서 제공되는 어린이 식사.

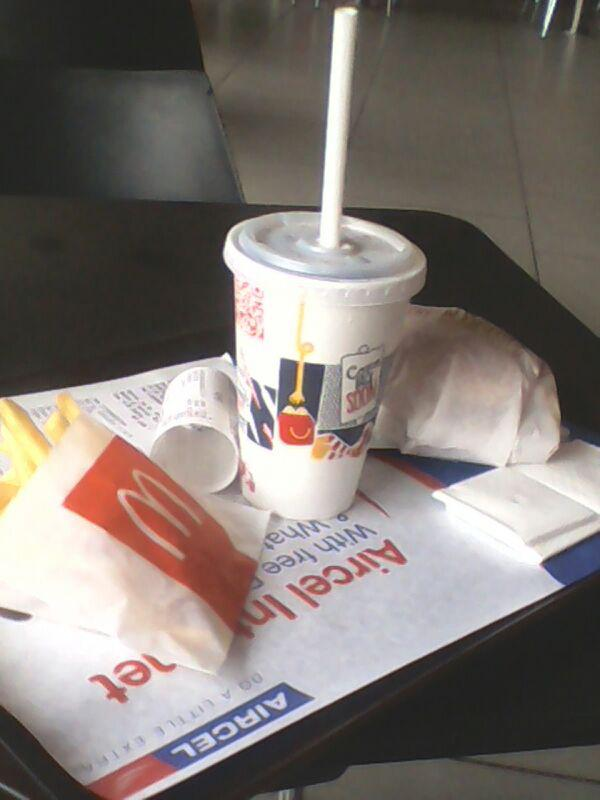
맥도날드에서 제공되는 어린이 식사인 해피밀 세트.

어린이 식사(영어: Kids' meal)는 어린이에게 맞게 제공되는 패스트푸드 식사이다. 대부분의 어린이 식사는 플라스틱 장난감이 들어간 다채로운 가방이나 골판지 상자에 담겨 있다. 표준적인 어린이 식사는 햄버거, 사이드 아이템 및 청량음료로 구성된다.